# ألكسندر بولشونوف
ألكسندر بولشونوف (مواليد 31 ديسمبر 1996) هو لاعب تزلج ريفي روسي، فاز بميداليتين ذهبيتين، 4 فضية وواحدة بروونزية في الألعاب الأولمبية الشتوية.

## وصلات خارجية
- ألكسندر بولشونوف على موقع الاتحاد الدولي للتزلج (التزلج الريفي) (الإنجليزية)
- ألكسندر بولشونوف على موقع اللجنة الأولمبية الدولية (الإنجليزية)
- ألكسندر بولشونوف على موقع أوليمبيديا (الإنجليزية)